# Automeris rosea
Automeris rosea är en fjärilsart som beskrevs av Eugène Louis Bouvier 1930. Automeris rosea ingår i släktet Automeris och familjen påfågelsspinnare. Inga underarter finns listade i Catalogue of Life.